# Volker Sellin
Volker Sellin (* 27. August 1939 in Hundsdorf/Westerwald) ist ein deutscher Historiker. Von 1980 bis zur Emeritierung 2004 hatte er einen Lehrstuhl für Neuere Geschichte an der Ruprecht-Karls-Universität Heidelberg inne, deren Rektor er von 1987 bis 1991 war.

## Leben
Volker Sellin wurde als Sohn des Kaufmanns Kurt Sellin (1898–1985) und dessen Frau Johanna, geb. Luschka (1905–1999), in Hundsdorf im Westerwald geboren. Seit 1958 studierte er Rechtswissenschaft, Geschichte und Philosophie an den Universitäten München, Tübingen, Heidelberg, Florenz, Rom und an der Valdosta State University in Valdosta, Georgia (USA). Im Juli 1968 wurde er bei Werner Conze an der Philosophischen Fakultät der Ruprecht-Karls-Universität Heidelberg mit einer Arbeit über die Anfänge staatlicher Sozialreform im liberalen Italien promoviert. 1975 habilitierte sich Sellin in Heidelberg mit einer Schrift über die Finanzpolitik Karl Ludwigs von der Pfalz und seine Staatswirtschaft im Wiederaufbau nach dem Dreißigjährigen Krieg.
Sellin erhielt 1977 einen Ruf auf eine Professur für Geschichte der Frühen Neuzeit an der Universität Stuttgart, 1980 wechselte er als Ordinarius für Neuere Geschichte an die Universität Heidelberg. Dort trat er die Nachfolge seines Doktorvaters Conze an und leitete die sozialhistorische Abteilung des Instituts für Sozial- und Wirtschaftsgeschichte. Er war Dekan der Philosophisch-Historischen Fakultät in Heidelberg (1982–1983, 1997–2000) sowie vom 1. Oktober 1987 bis zum 30. September 1991 Rektor der Universität Heidelberg. In den Jahren 2000 bis 2003 war er Mitglied des Universitätsrats. Sellin trat 2004 in den Ruhestand. 
Sellin ist verheiratet und hat drei Kinder. 

## Wirken
Sellin war Erasmus-Beauftragter für die Universitäten Catania, Paris IV (Sorbonne) und Poitiers sowie Partnerschaftsbeauftragter für die Universität Montpellier.
Er war Mitglied in der Kommission für geschichtliche Landeskunde in Baden-Württemberg, im Wissenschaftlichen Beirat des Deutschen Historischen Instituts in Rom, im Verband der Historiker und Historikerinnen Deutschlands sowie in der Arbeitsgemeinschaft für die neuere Geschichte Italiens. Sellin ist seit 2000 Ordentliches Mitglied der Heidelberger Akademie der Wissenschaften und war von 2003 bis 2007 Sekretär der Philosophisch-Historischen Klasse.
Er hat zahlreiche wissenschaftliche Arbeiten publiziert und war von 2000 bis 2006 Mitherausgeber der Zeitschrift The International History Review'. Er wurde mit den Ehrendoktorwürden der Universität Catania und der Université Paul-Valéry Montpellier ausgezeichnet. Er ist Ehrenbürger der Stadt Montpellier.
Zusammen mit Eike Wolgast und Wolfgang U. Eckart gab Sellin 2006 einen 1200-seitigen Sammelband über die Universität Heidelberg im Nationalsozialismus heraus.
Sellin ist der Doktorvater von Silvana Koch-Mehrin, der der Doktorgrad am 15. Juni 2011 vom Promotionsausschuss der Universität Heidelberg entzogen wurde.

## Schriften (Auswahl)
- Die Anfänge staatlicher Sozialreform im liberalen Italien. Klett, Stuttgart 1971, ISBN 3-12-907000-1 (Zugl.: Heidelberg, Univ., Diss., 1968).
- Die Finanzpolitik Karl Ludwigs von der Pfalz : Staatswirtschaft im Wiederaufbau nach dem Dreißigjährigen Krieg. Klett-Cotta, Stuttgart 1978, ISBN 3-12-910410-0 (Zugl.: Heidelberg, Univ., Habil.-Schr., 1975).
- Politik (1978) und Regierung, Regime, Obrigkeit (1984), in: Otto Brunner/Werner Conze/Reinhart Koselleck (Hrsg.): Geschichtliche Grundbegriffe. Historisches Lexikon zur politisch-sozialen Sprache in Deutschland, Klett-Cotta, Stuttgart 1978 und 1984.
- Die Universität Heidelberg. Dem lebendigen Geist, Ed. Braus, Heidelberg 1993, ISBN 3-89466-052-X.
- Die geraubte Revolution. Der Sturz Napoleons und die Restauration in Europa, Vandenhoeck und Ruprecht, Göttingen 2001, ISBN 3-525-36251-X.
- Einführung in die Geschichtswissenschaft, Vandenhoeck und Ruprecht, Göttingen 2005, ISBN 3-525-01388-4.
- mit Wolfgang U. Eckart, Eike Wolgast: Die Universität Heidelberg im Nationalsozialismus. Springer, Heidelberg 2006, ISBN 3-540-21442-9.